# Лебес
Ле́бес (лат. Lebes) — древнегреческий сосуд в форме чаши на ножке или треноге, который использовался как для приготовления пищи, так и для мытья и стирки, а также для смешивания вина с водой. Изначально они изготавливались из бронзы, серебра или глины.
Особой формой лебеса является лебес гамикос (свадебный котёл) с двумя ручками. Лебес гамикос устанавливались на свадебных пиршествах в непосредственной близости от невесты и использовались в церемониях очищения, а также как цветочные вазы.
На внутренней стороне шейки чернофигурных лебесов в VI в. до н. э. обыкновенно изображалось море с кораблями и играющими дельфинами. Корабли размещались так, чтобы находиться над жидкостью, налитой в сосуд.
Лебесы также вручались победителям спортивных состязаний в качестве приза.